# 마룬 5
마룬 5(영어: Maroon 5 머룬 5[*], 마룬 파이브)는 1994년 캘리포니아주에서 결성된 미국의 팝 록 밴드이다.

## 활동
1994년 같은 고등학교 출신인 메인 보컬리스트 겸 리드 기타리스트 애덤 리바인, 보컬리스트 겸 리듬 기타리스트 제시 카마이클, 베이시스트 미키 매든, 드러머 라이언 두식이 결성한 카라스 플라워스(Kara's Flowers)가 전신으로, 1997년에 The Fourth World라는 정규 음반을 발매했다.
2001년, 옥톤 레코드와 계약한 그들은 기타리스트 제임스 밸런타인을 영입한 후 이름을 마룬 5로 바꾼다. 2002년 6월 첫 번째 정규 음반 Songs About Jane이 발매되어 미국 빌보드 200에서 6위를 기록하며, 전 세계 많은 국가에서 멀티 플래티넘을 기록했으며, 2005년에는 제47회 그래미상에서 최우수 신인상을 수상하며 전 세계적으로 음악성을 인정받았다. 그 후 몇 년간 전 세계적인 투어를 하였고, 2004년에는 1.22.03.Acoustic과 2005년 Live – Friday The 13th 등 두 장의 라이브 음반을 발매하였다. 2006년에는 드러머 라이언 두식이 부상 악화로 탈퇴를 하고, 투어 구성원이던 맷 플린이 그 자리를 대체하였다. 2007년 5월에는 두 번째 정규 음반 It Won't Be Soon Before Long을 발매한다. 이 음반은 미국 빌보드 200에서 1위를 기록하고, 첫 번째 싱글 "Makes Me Wonder"는 빌보드 핫 100에서 1위를 하였다.
2010년 9월에는 세 번째 정규 음반 Hands All Over를 발매한다. 네 번째 싱글 "Moves Like Jagger"는 발매 후 전 세계적으로 1,500만장을 넘는 판매고를 기록해 세계에서 가장 많이 팔린 싱글 목록에 이름을 올렸고, 마룬 5의 두 번째 빌보드 핫 100 1위 싱글이 되었다. 그리고 2012년 6월, 네 번째 정규 음반인 Overexposed를 발매한다. Overexposed의 첫 번째와 두 번째 싱글인 "Payphone"과 "One More Night"는 미국 빌보드 핫 100에서 각각 2위와 1위를 기록하고, 전 세계적으로 910만장과 690만장의 판매고를 기록해 세계에서 가장 많이 팔린 싱글 목록에 이름을 올렸다. 이는 마룬 5의 세 번째 빌보드 핫 100 1위 싱글이 탄생한 것이다.
2014년 초에는 2012년부터 일시적인 활동 중단을 가졌던 키보디스트 제시 카마이클의 컴백을 알렸다. 대체 구성원인 PJ 모턴과 원래 구성원인 제시 카마이클 모두 정규 구성원으로 남기로 결정되었기 때문에, 이로써 마룬 5는 결성 이래 최초로 6인조 밴드로 재편성되었다. 또한 새로운 레이블 인터스코프 레코드와 계약한 뒤, 다섯 번째 정규 음반 V가 2014년 9월 2일에 발매되었다. 이 음반은 미국 빌보드 200에서 1위로 데뷔하였다. 선발매 리드 싱글 "Maps"와 두 번째 선발매 싱글 "Animals"가 음반 발매에 앞서서 발매되었다. 세 번째 싱글 "Sugar" 역시 발매되었다. 2017년에는 여섯 번째 정규 음반 Red Pill Blues가 발매되었고, 투어 구성원이었던 멀티 인스트러멘털리스트 샘 패러가 정규 구성원으로 편입되었다.
지금까지 세 번의 그래미상 수상 경력을 가지고 있으며, 2002년 데뷔 이후 지금까지 전 세계적으로 1억장 이상의 싱글 판매고, 7,500만장 이상의 음반 판매고를 올렸다.
지금까지 대한민국에서 2008년 (It Won't Be Soon Before Long 투어), 2011년 (Hands All Over 투어/현대카드 슈퍼콘서트), 2012년 (Overexposed 투어), 2014년 (현대카드 시티브레이크 2014), 2015년 (마룬 V 투어) 등 다섯 번의 내한과 아홉 번의 콘서트를 가졌다. 특히 내한 공연을 위해 지하철 운행이 연장되기도 하였다. 국내외의 인터뷰를 막론하고 '가장 공연하고 싶은 곳'으로 항상 대한민국을 고르며, "모든 팬들이 한국 팬들 같다면 우리는 지금보다 더 행복할 것이다."라는 말을 남기는 등 대한민국과 많은 인연이 있으며, 대한민국의 공인 음반 차트인 가온 차트에서 주최하는 가온 차트 K-POP 어워드에서 지금까지 네 번 수상할 만큼 국내에서의 인지도가 상당하고 "국민 밴드"라는 호칭도 얻었다.
2016년, 미국 유니세프에 의해 6월 25일이 마룬 5의 날로 지정되었다.
전 세계적으로 75,000,000장 이상의 음반 판매고를 올린, 세계에서 가장 많은 음반을 판 음악가 중 하나이다.

## 역사

### 1985년 ~ 2002년: 카라스 플라워스와 마룬 5의 결성
리더이자 보컬리스트, 기타리스트인 애덤 리바인과 원 드러머 라이언 두식은 서로 7살과 9살이었을 때 소개받았다.
네 명의 원 구성원들은 미국 캘리포니아주 로스앤젤레스의 브렌우드학교(Brentwood School)를 다니며 처음 만났다. 브렌우드학교에서 애덤 리바인과 제시 카마이클은 미키 매든, 라이언 두식과 함께 얼터너티브 록 밴드 카라스 플라워스를 결성한다. 이 당시 밴드명이었던 카라스 플라워스의 카라(Kara)는 밴드 구성원들이 한 눈에 반하게 된 한 팬의 이름에서 따온 것이다. 밴드는 1995년 9월 16일에 위스키 어 고 고(Whisky A Go Go)에서 첫 공연을 갖는다. 밴드가 말리부의 해변 파티에서 공연을 할 때, 인디 음악 프로듀서 토미 앨런(Tommy Allen)은 그들의 연주를 듣고 그의 파트너 존 데 니콜라(John De Nicola) (더티 댄싱(Dirty Dancing))과 함께 밴드에게 매니지먼트와 음반 녹음을 제안한다. 한편 롭 캐밸로(Rob Cavallo)의 매니지먼트 팀은 토미 앨런과 존 데 니콜라가 프로듀스한 음반을 듣고 밴드를 리프라이즈 레코드와 계약한다. 제시 카마이클이 말하길, 그들의 초창기 음악은 "푸가지 [곡]가 세서미 스트리트 [가사]를 만났다."라고 표현했다. 하지만 1997년 The Fourth World의 발매와 함께 밴드의 음악은 60년대 브릿팝의 영향을 받는다. 밴드와 레코드사의 높은 기대에도 불구하고 음반은 인기를 얻는데 싪였고,, 리드 싱글 "Soap Disco" 역시 실패한다. 애덤 리바인에 따르면 음반의 실패는 그들에게 큰 실망감을 주었고, 그들이 1998년에 레코드 계약을 깨게 되는 계기가 되었다고 한다. 이 음반은 당시 5000장 정도 팔렸다고 전해진다.
2000년에 그들은 많은 음악적 영향을 받고 돌아 온다. 샘 패러 (팬텀 플래닛의 베이시스트이자, 2012년부터 마룬 5의 투어 구성원)가 말하길 알리야의 노래 "Are You That Somebody?"가 밴드와 "Not Coming Home"이라는 곡에 영향을 주었다고 한다. 프로듀서 팀 소머(Tim Sommer)는 밴드를 MCA 레코드의 데모 레코딩 계약을 하고 마크 디언리(Mark Dearnley)의 엔지니어링과 함께 2000년 중반 로스앤젤레스에서 세 곡의 데모 곡을 녹음한다. 하지만 팀 소머와 달리 MCA 레코드는 끝내 밴드와 계약을 하지 않았고, 이 곡들은 공식적으로 발매되지 않는다. 애덤 리바인 가족의 친구이자 ICM의 주니어 에이전트인 조던 펠드스타인(Jordan Feldstein)은 우연히 밴드의 공연 리허설을 듣고 깊은 감명을 받아 다니던 직장을 그만두고 밴드의 풀 타임 매니저로 일하게 된다. 많은 레이블에 데모곡을 보내고 번번히 거절당했던 밴드의 앞에 옥톤 레코드의 임원진 제임스 디너, 벤 버크맨(Ben Berkman)과 데이비드 복센바움(David Boxenbaum)이 나타난다. 신생 레이블 옥톤 레코드를 세운 그들은 특출난 신인 인재들을 찾아 다니던 중, 벤 버크맨은 과거 컬럼비아 레코드에 다니던 형에게 데모곡들을 받아 듣게 되고 그 중 "Sunday Morning"이란 곡을 듣고 천재적이라고 극찬하며 단번에 밴드를 알아봤다고 한다. 벤 버크맨은 그 곡이 카라스 플라워스의 곡이라는 것을 알게 된 후, 이전에 워너 브라더스에서 들었던 카라스 플라워스의 곡들이랑 매우 달랐기 때문에 놀랐다고 한다.
벤 버크맨은 제임스 디너와 데이비드 복센바움을 바이퍼 룸(The Viper Room)에서 열리는 카라스 플라워스의 쇼케이스를 보자고 설득하고 로스앤젤레스로 날라간다. 공연을 본 뒤 벤 버크맨이 HitQuarters에게 말하길 "fifth member to play the guitar and free up the singer, so he could be the star I perceived him to be."이라 한다. 또한 옥톤 레코드는 밴드가 음악의 변화에 따라 밴드의 이름도 바꾸는 것을 추천했다. 그 뒤 스퀘어의 기타리스트 제임스 밸런타인이 밴드에 영입된다. 제임스 밸런타인이 밝히길 "I became friends with them and we sort of started jamming together, it was very much like I was cheating on my band, we were having sort of an affair and I eventually quit my other band to join up with them."이라 했다. 하지만 밴드의 새로운 음악 방향을 제시한 "Sunday Morning"과 쇼케이스를 한 뒤 얼마 뒤 써진 "She Will Be Loved" 두 곡 모두 레이블은 첫 번째 싱글로 발매하지 않았다. 밴드는 맷 월리스(Matt Wallace)와 함께 스튜디오 작업에 들어가기 전 1년 내내 투어를 다녔다. 이 같은 벤 버크맨의 요구에 실망한 애덤 리바인의 속마음이 "Harder To Breathe"를 쓰는 데 도움을 주었다.

### 2002년 ~ 2006년:Songs About Jane과 라이언 두식의 탈퇴
"2001년 [Songs About Jane]을 만들 때부터 2004년 그 음반이 성공할 때까지의 시간 동안에 우리는 미래가 어떻게 될지 궁금해하는 음악가에서 거친 예상을 뚫고 실패를 했습니다."

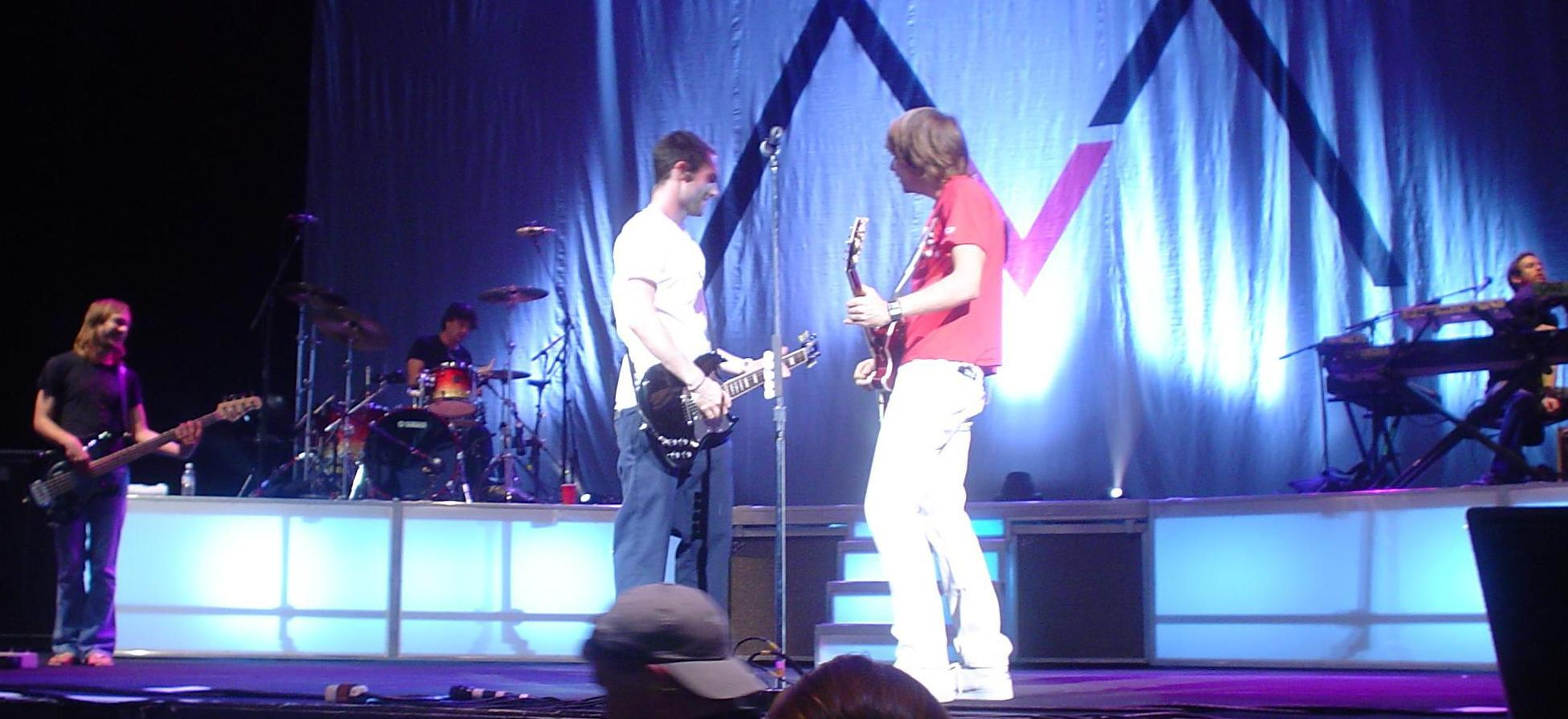
2004년 콘서트에서

마룬 5는 2002년 Songs About Jane을 발매해 빌보드 200에서 6위를 기록하고, 2005년에는 제47회 그래미상에서 최우수 신인상을 수상하며 전 세계적으로 음악성을 인정받았다.
제임스 밸런타인과 존 메이어는 1996년에 함께 버클리 음악 대학을 다녔는데, Songs About Jane을 처음 들은 존 메이어는 듣자 마자 음반에 반해서 (특히 "This Love") 마룬 5를 2003년과 2004년에 그의 투어에 초청하였다. 음반 발매 후 몇 년 동안 밴드는 17개국을 돌아다니면서 투어를 하였다. 미셸 브랜치, 니카 코스타, 버네사 칼턴, 그레함 콜튼과 롤링 스톤즈와 함께 투어를 한 적이 있으며, 카우보이 마우스, 개빈 디그로, 매치박스 트웬티, 슈가 레이, 카운팅 크로우즈, 팬텀 플래닛, 하이브스, 대쉬보드 컨페셔널, 빅 시티 록, 더 라이크, 사이먼 도즈, 제이슨 므라즈, 스릴즈, 서스티 머크, 마크 브루서드, 더 도나스, 더 레드웨스트, 마이클 톨처와 거스터와도 함께 투어를 한 적이 있다.
2004년부터 어깨 부상으로 인해 라이언 두식의 활동이 힘들게 되어서, 맷 플린이 대체 드러머로 활동하였으며, 라이언 두식의 부상이 호전이 되지 않자 2006년 9월, 라이언 두식은 탈퇴하고 맷 플린이 그 자리를 대체하였다.

### 2006년 ~ 2008년:It Won't Be Soon Before Long

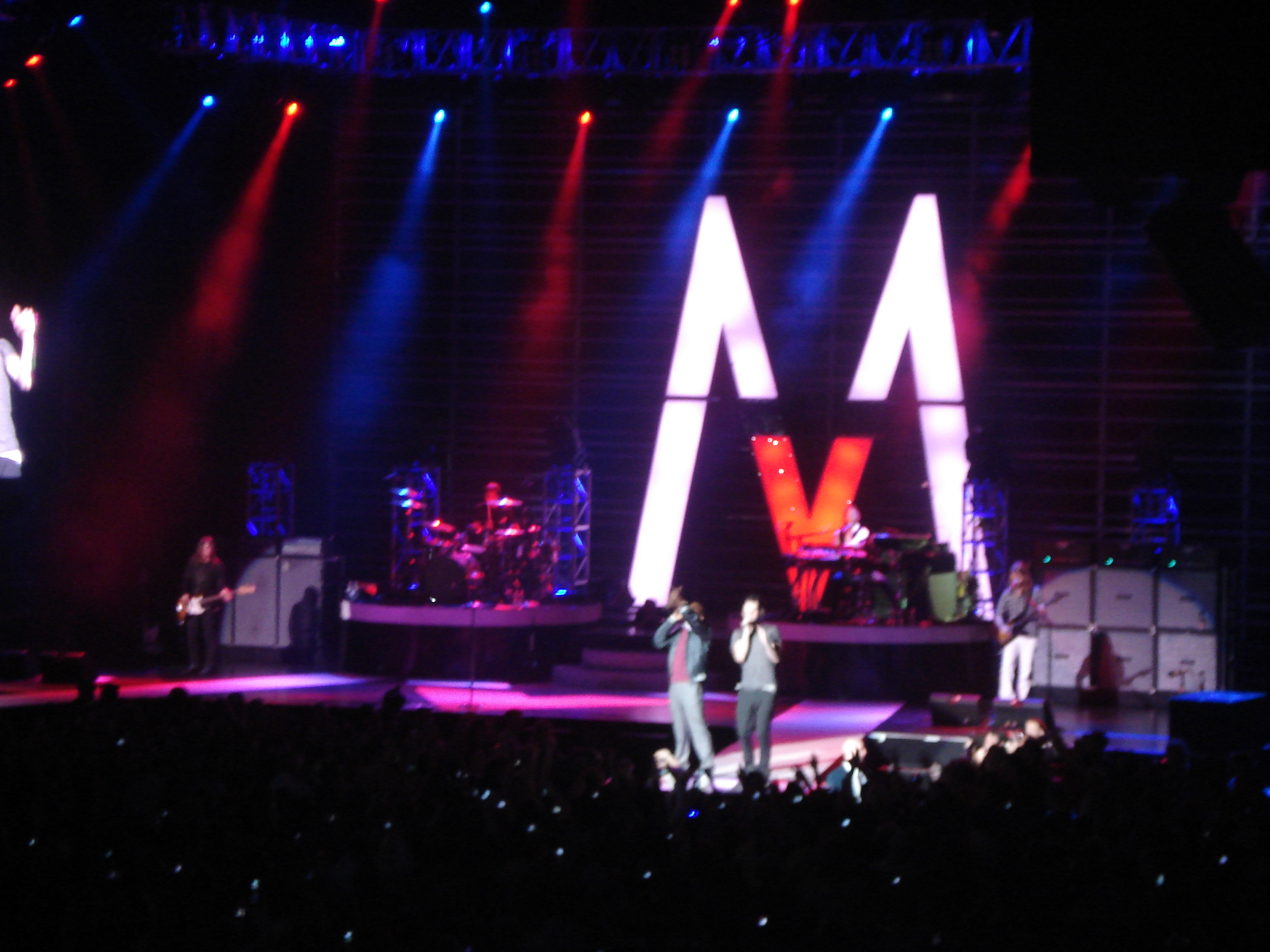
2007년 카니예 웨스트와 함께 콘서트에서

2006년의 대부분을 녹음에 투자한 마룬 5는 2007년 5월에 두 번째 정규 음반 It Won't Be Soon Before Long을 A&M/옥톤 레코드를 통해서 전 세계에 발매한다. 애덤 리바인은 이 음반이 좀 더 섹시하고 강력하며 프린스, 샤바 랭크스, 마이클 잭슨과 토킹 헤즈 같은 80년대 음악가들에게서 영감을 받았다고 하였다.
이 음반은 미국 빌보드 200에서 1위로 데뷔하였으며, 첫 주에만 430,000장의 판매를 하였으며, 2011년 기준으로 전 세계적으로 약 3,000,000장의 음반이 판매되었다.
리드 싱글 "Makes Me Wonder"는 마룬 5의 첫 빌보드 핫 100 1위 곡이 되었으며, 그 뒤를 이어 "Wake Up Call", "Won't Go Home Without You", 리한나가 피처링한 "If I Never See Your Face Again"과 "Goodnight Goodnight"이 발매되었다.
또한 2008년 3월 7일에는 서울특별시 올림픽공원 체조경기장에서 첫 번째 내한 공연을 가졌다.

### 2008년 ~ 2011년:Hands All Over

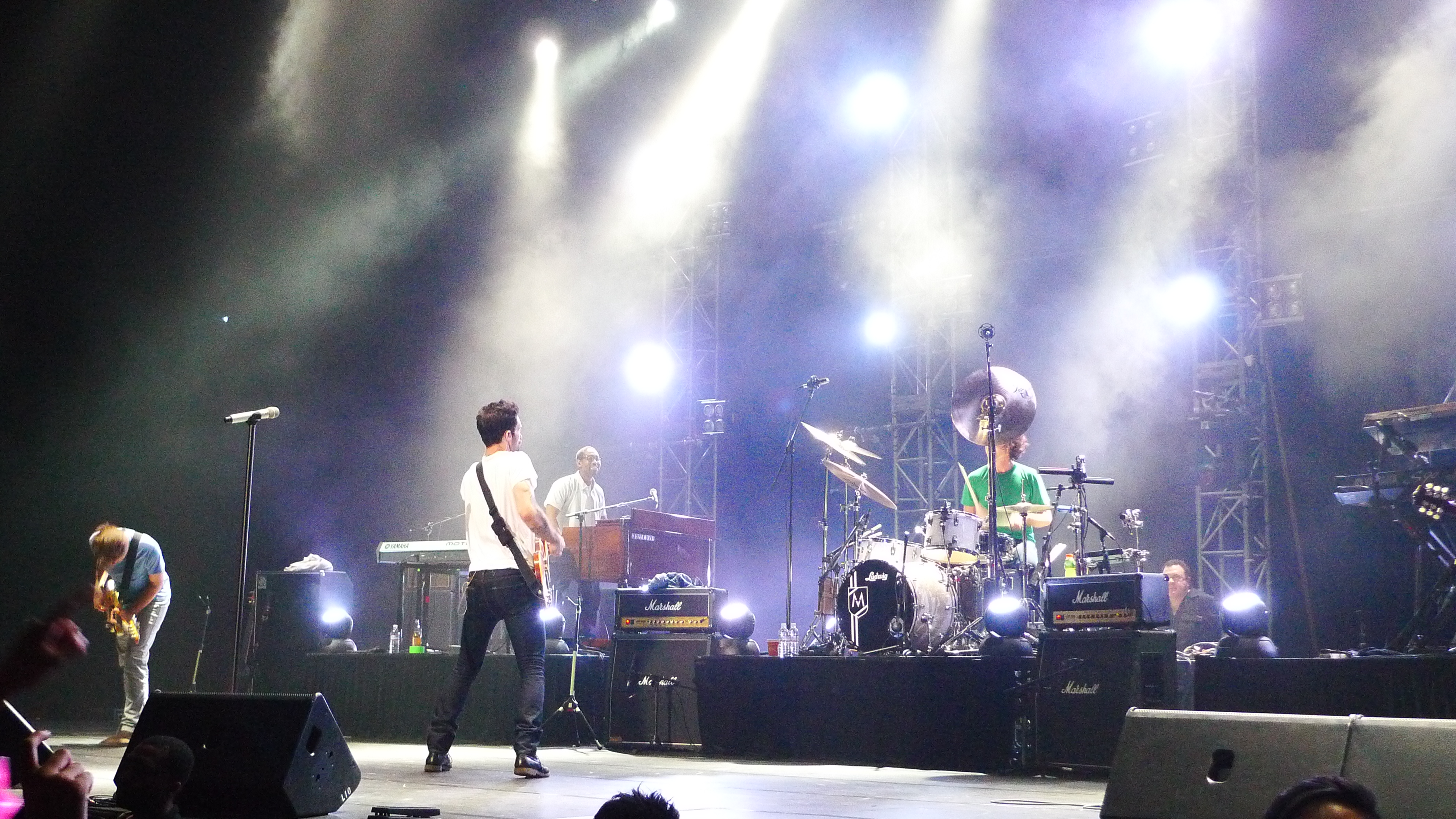
2011년 콘서트에서

2010년 9월 1일 마룬 5는 세 번째 정규 음반 Hands All Over를 발매하여 빌보드 200에서 2위를 기록한다. 이에 앞서 리드 싱글 "Misery"를 2010년 6월 22일 발매했다. 2011년 6월 21일에는 크리스티나 아길레라가 피처링한 네 번째 싱글 "Moves Like Jagger"를 발매하는데, 빌보드 핫 100 1위는 물론 20여개가 넘는 국가에서 1위를 했다. 이 싱글은 전 세계적으로 발매 후부터 2012년까지 1070만 장이 넘는 판매량을 보이며 세계에서 가장 많이 팔린 싱글 목록에 이름을 올렸다.
Hands All Over Tour의 일환으로, 2011년 5월 25일 서울특별시 올림픽공원 체조경기장과 26일 부산광역시 KBS홀에서 두 번째 내한 공연을 가졌다.

### 2012년 ~ 2013년: 제시 카마이클의 일시적 활동 중단과Overexposed
2012년 3월, 키보디스트 제시 카마이클이 치유 미술과 음악을 공부하기 위해서 일시적 활동 중단을 선언하였고 네 번째 정규 음반 작업에는 투어 구성원 PJ 모턴이 대신하였다. 2012년 3월 26일, 마룬 5 공식 홈페이지와 《롤링 스톤》의 글을 통해 네 번째 정규 음반명이 Overexposed이며 2012년 6월 26일에 발매될 것을 발표하였다. 애덤 리바인이 밝히길 이 음반은 가장 다양하고 팝스러운 음반이라 표현하였다. 2012년 4월 16일에는 리드 싱글 "Payphone"을 애덤 리바인이 코치로 출연 중인 리얼리티 프로그램인 NBC의 《더 보이스》에서 공연하였다. 위즈 칼리파가 피처링한 이 곡은 미국 빌보드 핫 100에서 3위로 데뷔하였으며 최고 순위 2위를 기록하였다. 두 번째 싱글인 "One More Night"은 2012년 6월 19일에 발매되었으며, 대한민국의 가수 싸이의 "강남스타일"을 누르며 빌보드 핫 100 1위에 올랐고 칼리 레이 젭슨의 "Call Me Maybe"을 견제하며 9주간 정상의 자리를 지켰다. 이는 마룬 5에게 2007년 "Makes Me Wonder", 2011년 "Moves Like Jagger"에 이어 세 번째 빌보드 핫 100 1위 싱글이 된 것이다.
Overexposed Tour가 시작된 남아메리카에서 마룬 5는 새로운 투어 구성원 샘 패러를 소개하였다. 그는 본래 록 밴드 팬텀 플래닛의 베이시스트로 마룬 5에서는 베이스 기타와 기타, 백 보컬, 턴테이블, 샘플링 및 MPC를 이용한 기타 특수 효과를 맡고 있다. 또한 그는 그 전에도 마룬 5의 많은 곡들을 작사, 작곡하거나 리믹스하였다. 2012년 8월 31일 아르헨티나의 콘서트에서 그는 처음으로 베이시스트인 미키 매든을 대체하였으며, 그 뒤 몇 개의 콘서트에서도 대체하였다.
또한 2012년 9월 14일과 15일에는 Overexposed Tour의 일환으로 대한민국의 부산광역시와 서울특별시에서 세 번째 내한 공연을 가졌다.
2012년 7월 5일, 마룬 5는 Overexposed의 후속으로 다섯 번째 정규 음반 작업을 이미 시작하였다고 밝혔다. 또한 8월 10일에는 일시적 활동 중단을 선언하였던 키보디스트 제시 카마이클이 Overexposed Tour가 끝나고 다섯 번째 정규 음반부터 다시 합류할 것이라고 밝혔다.
2012년 11월 27일에는 세 번째 싱글 "Daylight"가 발매되었다. 싱글의 발매와 함께 비디오 프로젝트인 "데이라이트 프로젝트"(The Daylight Project) 역시 시작되었는데, 이는 Jonas Åkerlund의 감독 하에 팬들의 동영상을 모아 공식 뮤직 비디오로 발매하는 것이었다. "Daylight"는 2012년 11월 8일, 미국 NBC 《더 보이스》에서 싱글로서는 첫 공연을 가졌으며, 2012년 12월 10일에 처음으로 공식 뮤직비디오가 발매되었다.
2013년 4월 1일에는 마룬 5가 스페셜 게스트 켈리 클락슨과 함께 제 12회 혼다 시빅 투어를 돌 것이라고 발표하였다. 이 투어는 2013년 8월 1일 미주리주 세인트 루이스에서 시작되었고, 2013년 8월 6일에 로스앤젤레스 헐리우드 볼(Hollywood Bowl)의 공연을 끝으로 막을 내렸다. 2013년 5월 15일에는 네 번째이자 마지막 싱글인 "Love Somebody"가 발매되었다. 마룬 5는 2013년 5월 20일에 《더 보이스》에서 리치 리(Rich Lee)가 감독한 뮤직 비디오를 공개하며 라이브 공연을 가졌다.

### 2013년 ~ 2016년: 제시 카마이클의 복귀와V
제임스 밸런타인이 MTV와의 인터뷰에서 말하길 지금 작업하고 있는 다섯 번째 정규 음반은 분위기가 어두워지고, Songs About Jane의 느낌이 날 것이라고 하였다. 또한 그는 빌보드와 가진 인터뷰에서 "이미 새 음반에 수록할 멋진 곡들을 두세 곡 완성했다. 현재 노래를 만들고 있는데 예전보다 훨씬 더 많은 곡이 나오고 있다. 녹음 단계에 이르기까지 오랜 시간이 걸리겠지만 출발이 좋아 멤버들 모두 즐거워하고 있다"고 말했다. 후속 음반만의 느낌과 방향성에 대해 묻자 그는 "어느 정도 확정된 것 같았는데 계속해서 바뀌고 있다. 몇몇 곡은 어두운 분위기지만 건전한 사운드인 것 같다. 다른 곡들의 경우 설명하기가 어렵다. 앞으로 몇 달간 멤버들과 작업하다 보면 정확한 방향이 잡힐 것 같다"고 답했다.
또한 네 번째 정규 음반 Overexposed에 참여하지 않은 키보디스트 제시 카마이클이 다음 음반에 참여할 것이라 밝혔다. 하지만 그는 음반 발매 후 투어에서 모습을 드러낼 것으로 예상된다. 제임스 밸런타인이 덧붙이길, "드문 케이스이긴 한데 명확하게 정해진 규칙이 없어요. 제시가 잠깐 동안의 휴식을 원했던 것도, 그가 간절히 돌아오고 싶어하는 마음도 충분히 이해할 수 있어요."라고 하였다.
2014년 4월 8일에는 마룬 5의 공식 페이스북과 트위터에 "#albuM5"라는 별칭의 다섯 번째 정규 음반이 현재 녹음 중이며 조만간 더 많은 정보들을 알려줄 것이라고 하였다. 또한, 2012년부터 휴식 기간을 가졌던 키보디스트 제시 카마이클이 복귀하였다. 대체 구성원인 PJ 모턴과 원래 구성원인 제시 카마이클 모두 정규 구성원으로 남기로 결정되었기 때문에, 이로써 마룬 5는 결성 이래 최초로 6인조 밴드로 재편성되었다.
다섯 번째 정규 음반 V가 2014년 9월 2일에 발매되었다. 이 음반은 미국 빌보드 200에서 1위로 데뷔하였다. 선발매 리드 싱글 "Maps"가 음반 발매에 앞서 발매되었다.
2015년 9월 6일, 7일, 9일 3일간 대한민국 서울특별시와 대구광역시에서 내한 공연을 가졌다. 티켓 오픈과 함께 몇 분 만에 전석이 매진되는 기염을 토하였으며, 이러한 인기에 힘입어 본래 2일에서 3일로 공연 기간이 늘어났으며, 추가 좌석까지 공개되었다.

### 2016년 ~ 2018년:Red Pill Blues
2017년 가온 차트 K-Pop 어워드에서 또 다시 해외음원상을 수상하였다.
새 정규 음반 Red Pill Blues이 2017년 11월 발매되었다. 이전과 다른 EDM과 힙합적 요소를 조합한 앨범이다.

### 2019년 ~ 현재: 미키 매든의 탈퇴와Jordi
2020년, 원년 구성원 베이시스트 미키 매든이 탈퇴하였다.
일곱 번째 정규 음반 Jordi가 2021년 6월 11일 발매 예정이다. 고인이 된 마룬 5의 오랜 매니저의 이름을 딴 음반이다.

## 음악적 성향과 영향
"제 생각에는 대부분의 마룬 5 노래들은 비주류인 것 같아요. 훵크의 영향을 받았고, 나일 로저스 스타일의 기타 연주가 곁들여진 가슴 아픈 이야기의 가사. 그것이 바로 마룬 5만의 공식입니다."

애덤 리바인은 "우리가 쓰고 연주하는 모든 것들의 대부분은 저희에게서 나옵니다. 사람들이 우리가 얼마나 자주적인지 알면 놀랄겁니다. 우리는 우리가 직접 우리의 일을 하는 밴드입니다. 우리를 조종하는 사람은 없죠."라고 밝혔다.
하지만 흔히 "리한나와 마룬 5의 히트 메이커"라 불리는 프로듀서 베니 블랑코에 따르면, "Moves Like Jagger"와 같은 몇몇 마룬 5 곡들은 마룬 5와 전문 작곡가, 프로듀서들과의 합동 결과물이라고 한다.
 이어진 글에서 애덤 리바인은 "베니 블랑코는 알맞은 사람들을 알맞은 시간에 음악적 순간을 만드는 마이더스의 손을 가졌습니다. 그는 그 분야에서 최고인 사람들과의 작업을 늘 성공적으로 완성시키죠."라고 하였다.
마룬 5의 음악은 주로 묵직한 기타 소리에 피아노나 신디사이저의 소리가 함께 어우러진다. 곡의 주된 주제는 잃어버린 사랑으로, "This Love", "Makes Me Wonder"와"Misery"는 매우 부정적인 시선으로 표현되어있다. 그에 반해, "She Will Be Loved"나 "Never Gonna Leave This Bed"는 낭만적인 사랑을 원하는 진심 어리고 정서적인 곡들이다. 특히 "Makes Me Wonder"는 당시 미국의 정치와 이라크 전쟁에 대한 애덤 리바인의 환멸과 불만이 숨겨져 있다.
마룬 5는 흔히 백인 음악과 흑인 음악이 융합된 크로스 오버라고 불리며, 본인들 역시 록, 팝, 훵크, 알앤비의 치명적 혼합, "킬러 하이브리드"라고 표현하였다. 그들은 마이클 잭슨, 알리야, 더 폴리스, 토킹 헤즈, 샤바 랭크스, 오아시스, 그리고 프린스의 영향을 받았으며, 애덤 리바인은 스티비 원더를 그의 영웅으로 생각한다.
마룬 5의 음악은 음반이 나올 때마다 변화한다. 데뷔 음반 Songs About Jane은 애덤 리바인의 과거 여자 친구 제인 허먼(Jane Herman)에 관한 노래들로 이루어져 있다. 두 번째 정규 음반 It Won't Be Soon Before Long의 노래들은 이전 음반보다 사적인 내용이 줄어들었으며, 신디사이저로 레트로 느낌을 만들어서 조금 더 일렉트로닉한 느낌이 들게하였다. 세 번째 정규 음반Hands All Over는 여전히 사랑에 빠진 열사병이나, 잃어버린 사랑이라는 마룬 5만의 테마를 유지하였고, 2011년에는 이전의 마룬 5의 음악 스타일과는 확연히 다른 스타일의 싱글 "Moves Like Jagger"를 수록하여 재발매하였다. 네 번째 정규 음반인 Overexposed를 발표할 때 기타리스트 제임스 밸런타인이 말하길 이 음반은 그들의 가장 '팝'적인 음반이며, 우리는 이를 부끄러워하지 않는다고 밝혔다. 또한 그는 현재 작업하고 있는 다섯 번째 정규 음반 V는 분위기가 다소 어두워지고, 첫 번째 정규 음반 Songs About Jane의 느낌이 날 것이라고 밝혔다. 그러나 V는 예상과 달리 V만의 독자적인 스타일로 발매되었다.

## 구성원 목록
- 애덤 리바인(Adam Levine) - 리드 보컬, 기타 (1994년 ~ 현재)
- 제시 카마이클(Jesse Carmichael) - 키보드, 피아노, 리듬 기타, 백 보컬 (1994년 ~ 2012년, 2014년 ~ 현재)
- 제임스 밸런타인(James Valentine) - 리드 및 리듬 기타, 백 보컬 (2001년 ~ 현재)
- 맷 플린(Matt Flynn) - 드럼, 퍼커션 (2006년 ~ 현재; 2004년 ~ 2006년 투어 구성원)
- PJ 모턴(PJ Morton) - 키보드, 피아노, 백 보컬 (2012년 ~ 현재; 2010년 ~ 2012년 투어 구성원, 2012년 ~ 2014년 제시 카마이클 대체 임시 정규 구성원)
- 샘 패러(Sam Farrar) - 기타, 퍼커션, 키보드, 신디사이저, 베이스 기타, 백 보컬, 턴 테이블, MPC (2016년 ~ 현재; 2012년 ~ 2016년 투어 구성원)

이전 구성원
- 라이언 두식(Ryan Dusick) - 드럼, 퍼커션, 백 보컬 (1994년 ~ 2006년; 어깨 부상의 악화로 인한 탈퇴)
- 미키 매든(Mickey Madden) - 베이스 기타 (1994년 ~ 2020년; 개인 사정으로 인한 탈퇴)

이전 투어 구성원
- 토미 킹(Tommy "Boom-Boom" King) - 키보드, 백 보컬 (2009년; 백 투 스쿨 투어)
- 아드리안 영(Adrian Young) - 드럼, 퍼커션 (2009년; 백 투 스쿨 투어)
- 릴런드 스틴(Ryland Steen) - 드럼, 퍼커션 (?년; Songs About Jane Tour)
- 조쉬 데이(Josh Day) - 드럼, 퍼커션 (?년; Songs About Jane Tour)

## 음반 목록
마룬 5
- Songs About Jane (2002)
- It Won't Be Soon Before Long (2007)
- Hands All Over (2010)
- Overexposed (2012)
- V (2014)
- Red Pill Blues (2017)
- Jordi (2021)

카라스 플라워스
- We Like Digging? (1995)
- The Fourth World (1997)

## 비디오그래피
다음은 마룬 5의 뮤직 비디오와 텔레비전, 영화, 광고 등의 출연 목록이다.

## 수상 및 후보 목록
마룬 5는 지금까지 세 번의 그래미상, 세 번의 아메리칸 뮤직 어워드, 세 번의 빌보드 뮤직 어워드, 세 번의 가온 차트 K-POP 어워드 등을 수상하며 국내외 많은 저명한 시상식에 수상 또는 노미네이트되었다.

## 투어
- 2002년 ~ 2004년 : Songs About Jane Tour
- 2005년 : 제5회 혼다 시빅 투어
- 2007년 ~ 2008년 : It Won't Be Soon Before Long Tour
- 2009년 : Back to School Tour
- 2010년 : Palm Trees and Power Lines Tour
- 2010년 ~ 2012년 : Hands All Over Tour
- 2012년 ~ 2014년 : Overexposed Tour
- 2013년 : 제12회 혼다 시빅 투어[51]
- 2015년 ~ 2017년 : 마룬 V 투어

### 내한 공연
| 날짜            | 투어명                                     | 지역 및 장소                                | 상세 정보                                                                            |
| --------------- | ------------------------------------------ | ------------------------------------------- | ------------------------------------------------------------------------------------ |
| 2008년 3월 7일  | It Won't Be Soon Before Long 투어          | 서울특별시 올림픽공원 체조경기장(제1체육관) | 마룬 5의 첫 번째 내한 공연이다.                                                      |
| 2011년 5월 25일 | Hands All Over 투어/현대카드 슈퍼콘서트 14 | 서울특별시 올림픽공원 체조경기장(제1체육관) | 두 번째 내한 공연이다.                                                               |
| 2011년 5월 26일 | Hands All Over 투어/현대카드 슈퍼콘서트 14 | 부산광역시 KBS홀                            | 슈퍼콘서트 최초로 서울/부산 2회 공연을 하였다.                                       |
| 2012년 9월 14일 | Overexposed 투어                           | 부산광역시 사직실내체육관                   | 세 번째 내한 공연이다.                                                               |
| 2012년 9월 15일 | Overexposed 투어                           | 서울특별시 잠실종합운동장 보조경기장        | 2011년에 이어 두 번째 부산/서울 2회 공연이다.                                        |
| 2014년 8월 10일 | 현대카드 슈퍼콘서트 21 시티브레이크 2014   | 서울특별시 상암월드컵경기장                 | 내한 공연 중 최초의 록 페스티벌이다. 2일차의 헤드라이너였다.                         |
| 2015년 9월 7일  | Maroon 5 World Tour 2015                   | 서울특별시 올림픽공원 체조경기장            | 다섯 번째 내한 공연이다.                                                             |
| 2015년 9월 9일  | Maroon 5 World Tour 2015                   | 서울특별시 올림픽공원 체조경기장            | 다섯 번째 내한 공연이다.                                                             |
| 2015년 9월 10일 | Maroon 5 World Tour 2015                   | 대구광역시 대구스타디움 보조경기장          | 다섯 번째 내한 공연으로, 내한 공연 중 최초의 대구광역시 공연이자, 최초 3회 공연이다. |

## 자선 활동
- 유니세프를 후원한다.
- 폐암 재단(Bonnie J. Addario Lung Cancer Foundation)을 후원한다.
- 리버브(Reverb)와 함께 제12회 혼다 시빅 투어와 연계해 환경 운동을 후했다. 공식 홈페이지는 M5Green.org이다.
- 마룬 5는 오랫동안 Aid Still Required(ASR)의 후원자였다. 마룬 5를 비롯한 팝스타들이 아시아 해일 피해자를 돕기 위해 미국 NBC의 "쓰나미 에이드: 희망의 콘서트"라는 마라톤 자선 프로그램에 출연 하였다. 수익금은 아시아 해일 피해 구호 활동을 벌이는 미국 적십자사에 기부하였다.[53] 또한 아이티 지진 때도 후원을 하였다.
- 마룬 5는 2006년 환경 미디어 어워드를 수상했을 만큼 환경 보호에 앞장섰다. 2005년에는 자신들의 북아메리카 투어를 바이오디젤 버스를 타고 이동하고, 콘서트 판매 티켓 한 장당 1달러 씩 환경 단체 글로벌 쿨(Global Cool)에 기부하였다.[54]
- 마룬 5는 코카콜라와 함께 24시간 동안 전 세계 팬들의 의견을 트위터로 전달 받아서 "Is Anybody Out There?"라는 이름의 곡을 만들었다. 이 곡은 PJ 모턴이 피처링했으며, 코카콜라 홈페이지에서 무료로 다운로드가 가능하며 다운로드 횟수가 10만번을 넘어서면 아프리카에 깨끗한 물을 공급하기 위한 자선 사업에 돈을 기부한다.[55][56]
- 마룬 5의 리더 애덤 리바인은 학교에서 따돌림을 당하는 성소수자 청소년을 위해 칼럼리스트 댄 사바지가 만든 비디오 프로젝트 "It Gets Better"에 참여하였다.[57]
- 애덤 리바인은 전립선암에 대한 경각심을 불러일으키기 위한 캠페인의 일환으로 누드 촬영을 하였다.[58]
- 4집 Overexposed의 세 번째 싱글 "Daylight"는 두 가지 버전의 뮤직 비디오가 제작되었다. 그 중 두 번째 뮤직 비디오는 Playing For Change라는 프로젝트의 일환으로 전 세계의 많은 음악가들이 참여했으며 모든 이익은 아이들을 위해 음악 학교를 짓는 비영리 단체에 후원된다.
- 남동생이 게이인 애덤 리바인은 LGBT의 인권을 존중하자는 의견을 공식적으로 표방하고 있다.[59]

## 팬 클럽
마룬 5의 공식 팬 클럽은 S.I.N.으로, Strength In Numbers의 약자이다.

## 대한민국과의 인연
- 2011년 발매된 "Misery" 뮤직 비디오의 감독인 조셉 칸은 한국계 미국인이다. 본명은 안준희.
- 2014년 발매된 V의 음반 커버는 경기도의 한 저수지가 배경이며, 한국인 사진 작가 이정이 촬영하였다. 앨범 부클릿에서 'Lee Jung'이라는 크레딧을 확인 가능하다.
- 제임스 밸런타인과 애덤 리바인의 친한 친구이자 전 룸메이트는 한국계 미국인 프로듀서인 진 홍(Gene Hong)이다.[61]
- 2014년 발매된 "Maps"는 대한민국 음악 역사 최초로 국내 모든 차트에서 1위를 차지한 해외 음악가의 곡으로, 국내에서만 100만장을 넘는 판매고를 올렸다.
- 대한민국의 공인 음반 차트인 가온 차트에서 주최하는 가온 차트 K-POP 어워드에서 3회에 걸쳐 수상하였으며, 수상 소감을 위해 녹화 영상으로 출연도 하였다.
- 2014년, 인천에서 열린 제17회 아시안 게임의 공식 앨범 17th Asian Games Incheon 2014 Official Album에 "Moves Like Jagger"가 수록되었다.
- 대한민국 내의 인기에 힘 입어 별칭으로 국민 밴드라 불린다.[62][63][64]
- 내한 공연으로 지하철 운행이 연장되었다. 국내외 음악가들의 콘서트로 지하철 운행까지 연장된 경우는 드물다.[65]

### 대한민국 내 기록
2004년
- 2004년 발매 "This Love" 1,168,853장 이상의 판매고

2008년
- 첫 내한 공연: 내한공연 티켓팅 사상 최단 시간 매진

2011년
- 두 번째 내한 공연: 현대카드 슈퍼콘서트(현대카드 슈퍼콘서트 사상 최초로 이틀간의 공연)
- 가온 차트 K-POP 어워드 올해의 해외음원상
- 싸이월드 디지털 뮤직 어워드 인터내셔널 아티스트상
- 국내 라디오 팝차트 12주 1위
- 2011년 발매 "Moves Like Jagger" 4,552,286장 이상의 판매고[66][67]

2011년 ~ 2012년
- 멜론 팝차트 24주 1위

2012년
- 세 번째 내한 공연
- 제2회 가온 차트 K-POP 어워드 올해의 해외 음원상
- 골든티켓어워즈 내한뮤지션상
- 멜론 뮤직 어워드 스페셜상 Pop 부문
- 2012년 발매 "Payphone" 2,239,658장 이상의 판매고[68][69]
- 2012년 발매 "One More Night" 2,086,680장 이상의 판매고[70][71]

2013년
- 골든티켓어워즈 내한뮤지션상

2014년
- 네 번째 내한 공연: 현대카드 시티브레이크 헤드라이너
- 2014년 발매 "Maps" 국내 음악 역사상 최초로 모든 차트의 1위를 석권한 해외 음악가의 타이틀을 거머쥠.
- 2014년 발매 "Maps" 1,014,485장 이상의 판매고
- 가온 차트 K-POP 어워드 올해의 해외음원상

2015년
- 다섯 번째 내한 공연

2017년
- 가온 차트 K-POP 어워드 올해의 해외음원상

2019년
- 여섯 번째 내한 공연

## 같이 보기
- 마룬 5의 비디오그래피